# Gundifer
Gundifer filho de Abgano (em persa médio: Gundifarr ī *Ēwagān; em parta: Gundifarr *Ēwagān; em grego clássico: Γουδιφερ Αβγαν; romaniz.: Goudipher Abgan) foi dignitário persa do século III, ativo durante o reinado do xá Sapor I (r. 240–270). É conhecido apenas a partir da inscrição Feitos do Divino Sapor. Aparece na lista de dignitários da corte e está classificado na vigésima oitava posição dentre os 67 dignitários.